# Паратип

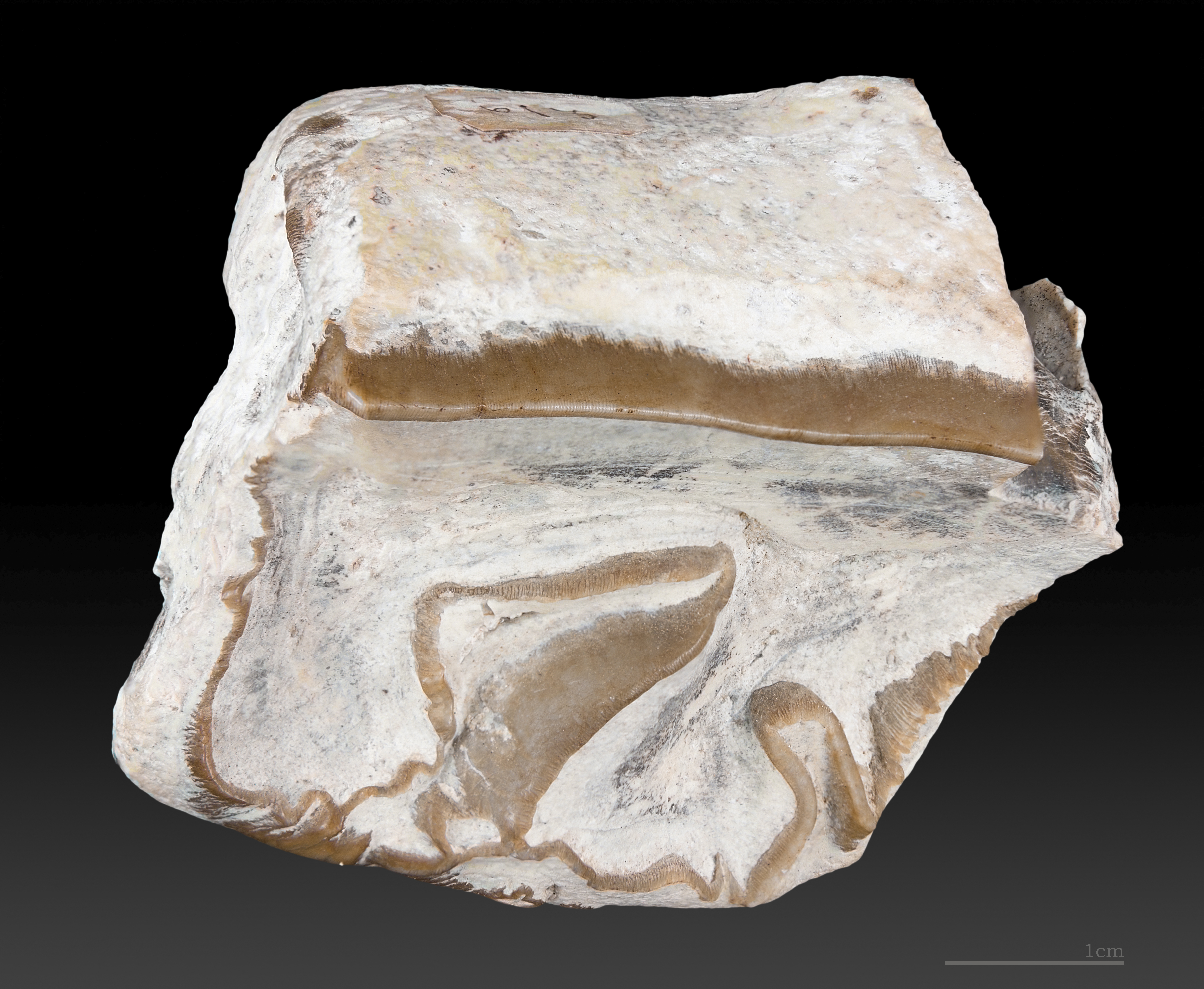
Cadurcotherium nouleti Паратип

Паратип — термін систематики, яким науковець, що описує новий вид (або підвид) позначає кілька екземплярів біологічного об'єкта, що будуть нести назву цього нового виду. В якнайгострішому вигляді ці екземпляри зібрані (зловлені, знайдені) одномоментно в одному місці, але сучасні дослідники часто відходять від такого строгого правила, позначаючи паратипами екземпляри, що, на їх думку, належать до новоописаного виду чи підвиду, незалежно від того, чи з одного місця і чи одномоментно здобутий матеріал.
Один з паратипів зазвичай іменується голотип і є основним носієм назви виду (підвиду).
| Метелик | Це незавершена стаття з біології. Ви можете допомогти проєкту, виправивши або дописавши її. |